# Vannes
Vannes er en mindre fransk provinsby. Den er hovedsæde i departementet Morbihan.